# Asociación del Personal de la Universidad de Buenos Aires
La Asociación del Personal de la Universidad de Buenos Aires (APUBA) es el sindicato que agrupa a los trabajadores y trabajadoras del sector no docente de la Universidad de Buenos Aires, un colectivo de unos 13.000 trabajadores administrativos y de otros sectores que prestan servicio en Facultades, Institutos, Hospitales Universitarios y Colegios Secundarios. Pertenece a la Confederación General del Trabajo (CGT).Fundada en 1958, es uno de los sindicatos que registra mayor nivel de participación de sus representados, al contar con un índice de afiliación (voluntaria) cercano al 70% de los trabajadores en actividad y se estructura sobre un pilar de 24 Comisiones Internas representativas de los trabajadores de base de otros tantos hospitales universitarios, facultades e institutos elegidas -cada dos años- por el voto directo de todos los trabajadores. La Comisión Directiva del sindicato, por su parte, es elegida también en forma directa pero por los afiliados a la Asociación y tiene un mandato de 4 años. La Comisión Directiva actualmente en ejercicio asumió sus funciones en abril de 2002.
A nivel nacional APUBA integra -junto a las asociaciones de trabajadores de las Universidades Nacionales de todo el país- la Federación Argentina del Trabajador de las Universidades Nacionales(FATUN), cuerpo en el que participa aportando representantes al Consejo Directivo y a la Mesa Ejecutiva.

## Historia
La historia y el desarrollo institucional de APUBA son lógicamente inescindibles de la historia de nuestra Nación y, particularmente, de los distintos avatares que debió enfrentar la Educación Pública y la Universidad a lo largo de estos años, lo cual incluye haber sobrevivido a sangrientas dictaduras, opresivos planes de destrucción neoliberal y sistemáticas dificultades presupuestarias, entre otros escenarios.
Fue fundamentalmente la característica particular de sus trabajadores no docentes, con inquietudes y necesidades específicas, la que motivó la acción organizada. A su vez, esta organización, fue la que permitió que los trabajadores y trabajadoras pudieran enfrentar esas duras realidades y alcanzar el grado de desarrollo y la fuerza como actor político que hoy ostentan en la Universidad más importante de Argentina.  
Década del ´50, el origen:
La historia sindical de los trabajadores de la UBA se inicia en la década del ´50, momento en que la Argentina se asomaba a un nuevo proceso, político y social. En 1955, el grupo militar autodenominado "Revolución Libertadora" derrocó al presidente Juan Domingo Perón. Desde ese momento el gobierno dictatorial de facto tuvo como principal objetivo, “desperonizar” el país, echando por tierra las distintas conquistas de la clase trabajadora. Para ejercer resistencia y protegerse, la herramienta más importante que tenían a su alcance por aquellos años los trabajadores era la organización. Así en 1958 se creó la Asociación del Personal de la Universidad de Buenos Aires para representar a los trabajadores no docentes.  
Los primeros pasos
Las acciones iniciales de la nueva Asociación estuvieron destinadas a la organización. Por un lado se trabajó en el establecimiento de la personería gremial y el ordenamiento interno del Sindicato, por el otro se luchó —nucleados en la FATUN— por la aprobación del primer Estatuto y Escalafón. Parte de la organización fue, en 1960, la entrega de los primeros carnets para afiliados. El 24 de julio de 1962, luego de reclamos, paros y movilizaciones, fue aprobado el primer Escalafón del Personal No Docente de Universidades Nacionales. Luego vino la ardua tarea de encasillamiento del personal y de hacer efectiva la partida presupuestaria.
Crecimiento vs. Dictadura APUBA siguió creciendo, en agosto de 1964, se realizaron las primeras elecciones de Comisión Directiva, resultando como primer Secretario General electo, Mario Miguel. En 1965, fue inscripta en el Registro de Asociaciones Profesionales de Trabajadores, con personería gremial y se aprobó su Estatuto. Ese mismo año se logró comprar un edificio propio en Ayacucho 1726, sede donde continúa funcionando. El espacio fue adquirido gracias a la contribución de sus afiliados que hicieron aportes extraordinarios para lograr el sueño de la casa propia.
Pero desde mediados de 1966 una nueva dictadura comandada por Juan Carlos Onganía azotó al país. Su gobierno significó duras acciones en la Universidad y también en APUBA. El 12 de septiembre de 1966 el Sindicato fue intervenido militarmente. Recién en 1969 los trabajadores recuperaron el Sindicato y convocaron a elecciones de Comisión Directiva, resultando electo Secretario General Antonio Martínez —quien lideró el Sindicato durante tres mandatos consecutivos—. APUBA debió pelear férreamente por aquellos años por sostener su exclusividad, en función de la especificidad del trabajador universitario, frente a intentos gubernamentales de incluirla en el amplio margen de los trabajadores estatales.
El golpe más duro…Luego de la muerte de Perón y con la Asunción de María Estela Martínez, Alberto Ottalagano fue nombrado Rector. Con él llegó la ultraderecha a la UBA y comenzó una violenta depuración del personal. El 5 de noviembre de 1974 estalló una bomba en el Sindicato, colocada en la ventana del frente del edificio. Esta bomba significó no sólo una amenaza, sino la evidencia de las distintas posturas de los sectores gremiales. 
Un día después de la explosión de la bomba —tomando ese hecho como pretexto— grupos que respondían al gobierno tomaron violentamente el Sindicato: era necesario suprimir la oposición sindical a cualquier costo. La Comisión Directiva fue obligada a renunciar y se nombró una nueva Comisión Directiva funcional a los intereses del gobierno. Sin embargo, a partir de ese nombramiento, en las facultades e institutos comenzaba a gestarse una incipiente resistencia. Pero el 24 de marzo de 1976, tras un nuevo Golpe de Estado, tomó el poder la dictadura más violento y cruel de la historia argentina. El “Proceso de Reorganización Nacional” vino a imponer por la fuerza de las armas un nuevo modelo de país: social, cultural y económico. Fueron intervenidos todos los gremios y derogada la ley de protección laboral. Alumnos, docentes y no docentes de la Universidad sufrieron las duras consecuencias del recorte de presupuesto, censura, represión y las más terribles formas del terrorismo de Estado. El grupo que había tomado a la fuerza el Sindicato, lo dejó en manos de los militares. Cesantías, persecuciones y desapariciones fueron una constante para cualquier grupo que intentara sostener las reivindicaciones de los trabajadores. Recién hacia el final de la dictadura, en 1982, APUBA empezó a rearmarse. Finalmente, en 1984 se lograron las ansiadas elecciones y triunfó ampliamente el “Gallego” Martínez, quien había sido expulsado del Sindicato sin terminar su cargo.
Democracia y florecimiento de APUBA.En el momento en que asumió Martínez, la UBA estaba recomponiéndose y con ella debían recomponerse los derechos de los trabajadores. Por ello, se luchó por la reincorporación de los compañeros apartados de sus cargos durante la dictadura y por la firma de un nuevo Escalafón. En 1987 se logró la firma de un nuevo Escalafón, aprobado por el Decreto N.º 2213 y comenzó la tarea del reencasillamiento. Dos años después, en 1989, se realizaron elecciones de Comisión Directiva resultando electo como Secretario General Roberto Garuzzo. Con la vuelta de la democracia, cualquiera fuere el tema a discutir, la acción gremial en APUBA se desarrollaba bajo la modalidad de Plenarios de Delegados y Asambleas numerosas. Esta nueva etapa significó un reflorecimiento de APUBA.Sin embargo, la bonanza que trajo la democracia duró poco. Hacia 1989 la Universidad ingresó en un periodo crítico, con ajustes permanentes, congelamiento salarial y muy bajos ingresos. APUBA paralizó la Universidad por semanas en reclamo del aumento salarial, en luchas masivas e históricas. En ese momento se consiguieron paliativos frente a la crisis y una asignación estímulo. Durante este período fue fundado el CREDA (Centro de Rehabilitación y Estimulación de APUBA).

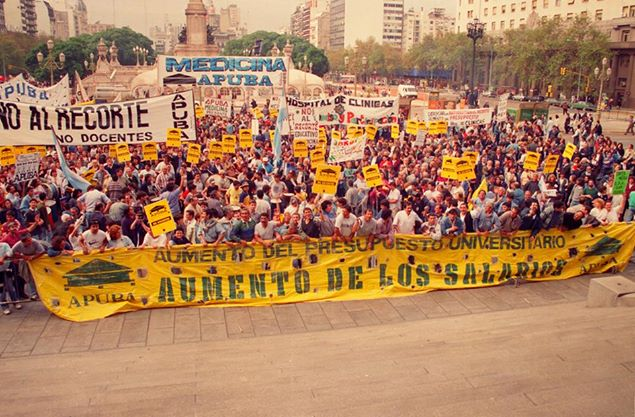
Marcha de Trabajadores y Trabajadoras no docentes por aumento del presupuesto universitario y los salarios

Renovación y nuevas luchas.En 1994, el Frente Unida Marrón, encabezado por Jorge Anró, ganó las elecciones y encaró un nuevo rumbo para el Sindicato, mucho más plural. Si bien los comienzos fueron complejos por la dificultad de aunar opiniones tan diversas, con posterioridad, el grupo se encaminó y permitió un crecimiento notable del gremio. Se enfrentaban a un escenario difícil, de fuerte desfinanciación, con graves problemas en Facultades y hospitales universitarios. Pese a ello, en 1998 el Frente Unidad Marrón ganó su segunda elección y continuó luchando en una situación de país desfavorable: achicamiento del Estado, recortes presupuestarios, enfrentamientos entre Gobierno y Universidad. APUBA se movilizó y marcó resistencia ante estos hechos, evitando el recorte de salarios y logrando una paritaria general.
De 2002 a la actualidad: una nueva forma de hacer sindicalismo.En 2002 volvió a ganar la Lista Unidad Marrón, pero —a diferencia de las gestiones anteriores— consolidó un nuevo modelo con más participación de las comisiones internas y amplia legitimidad política. El inicio de este periodo implicó una sucesión de hechos decisivos para la vida de los trabajadores no docentes. Entre tantos, se puede mencionar la incorporación de un adicional no remunerativo denominado “Ayuda social”, la unificación de la “paritaria local”, el notable aumento salarial y la creación de FACULTAR, el Centro de Cultura y Capacitación de APUBA. Cabe destacar que los avances ocurridos en APUBA y en la Universidad como conjunto, tuvieron fundamento en la política de educación ejercida por el Gobierno Nacional. Desde la Presidencia de Néstor Kirchner, la Universidad gozó de mayor presupuesto y ponderó su compromiso con la realidad y con las necesidades de los trabajadores. El gran avance decisivo de esta etapa fue, en 2006, la aprobación del primer Convenio Colectivo de Trabajo para Universidades Nacionales, lo que significó un fuerte impulso a la carrera administrativa una esperada recomposición salarial y el establecimiento de derechos laborales en todo el país. Por otra parte, se obtuvieron aportes del Estado para mejorar el funcionamiento e infraestructura de los hospitales universitarios. Además, con el paso de los años APUBA fue ampliando su participación en distintos ámbitos sindicales y organizaciones internacionales como la ISP (Internacional de servicios Públicos). Posteriormente, con la creación de la CONTUA y ejerciendo las dos primeras presidencias de esta Confederación Regional, los trabajadores no docentes de todo el continente adquirieron una mayor visibilidad y posibilitaron el ejercicio concreto de la solidaridad latinoamericana, enfrentando con la fuerza de la unidad las injusticias de la región más desigual del planeta.Pueden marcarse otros hitos importantes de los últimos años, como la participación de los trabajadores en la conducción de su Obra Social, DOSUBA; la primera emisión de La Posta TV, primer programa televisivo de un sindicato no docente en Argentina, ocurrida en 2008; la creación del CPL (Centro Preventivo Laboral)); o la instauración de la Tecnicatura en Administración y Gestión Universitaria, carrera terciaria de profesionalización de la tarea no docente, alcanzada a través de un convenio entre APUBA y la UBA.

## Espacios de trabajo de APUBA
Las imágenes refieren a algunos sitios donde cumple funciones personal nucleado en APUBA.

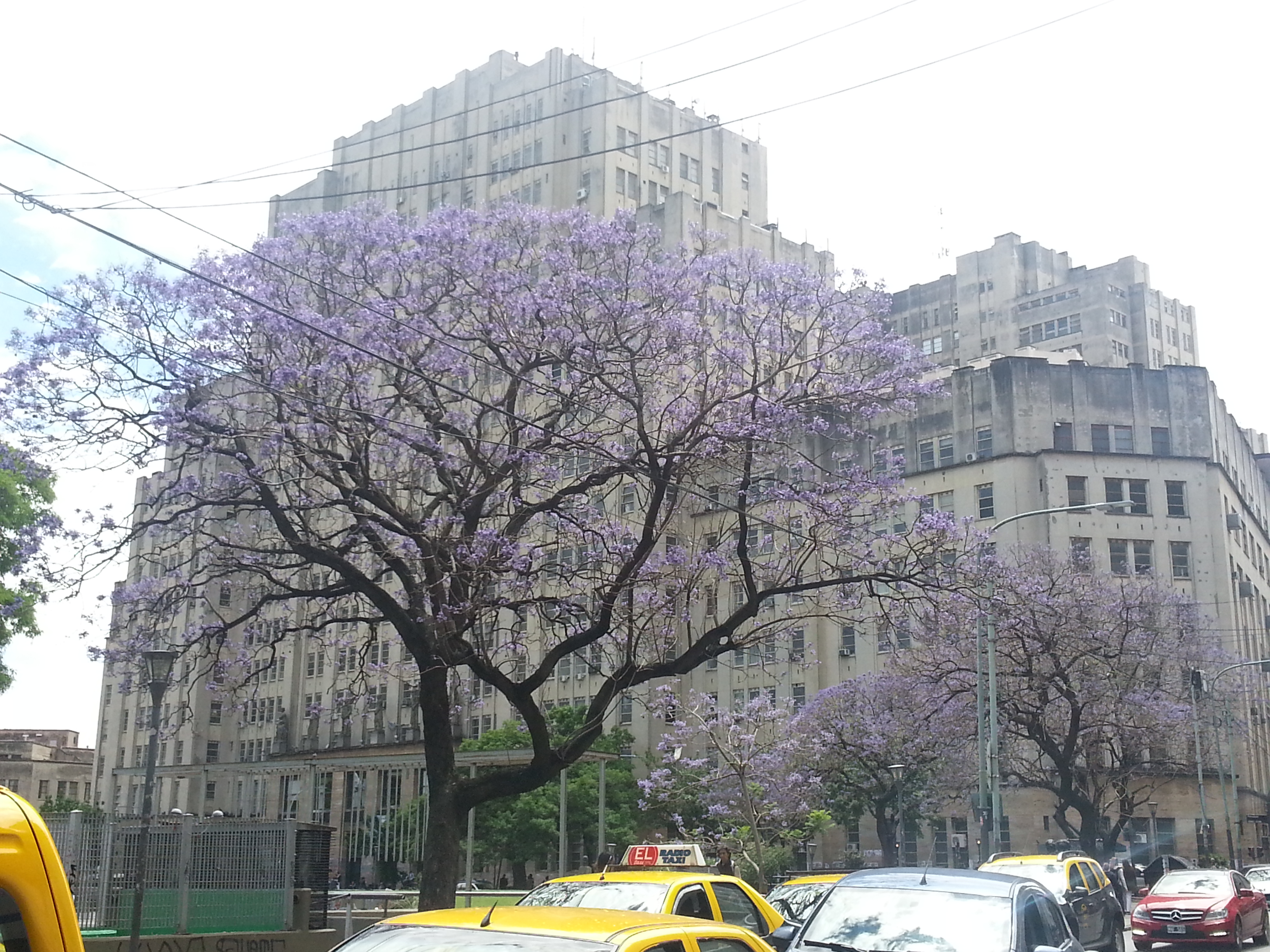
Fachada Facultad de Medicina UBA y el jacarandá
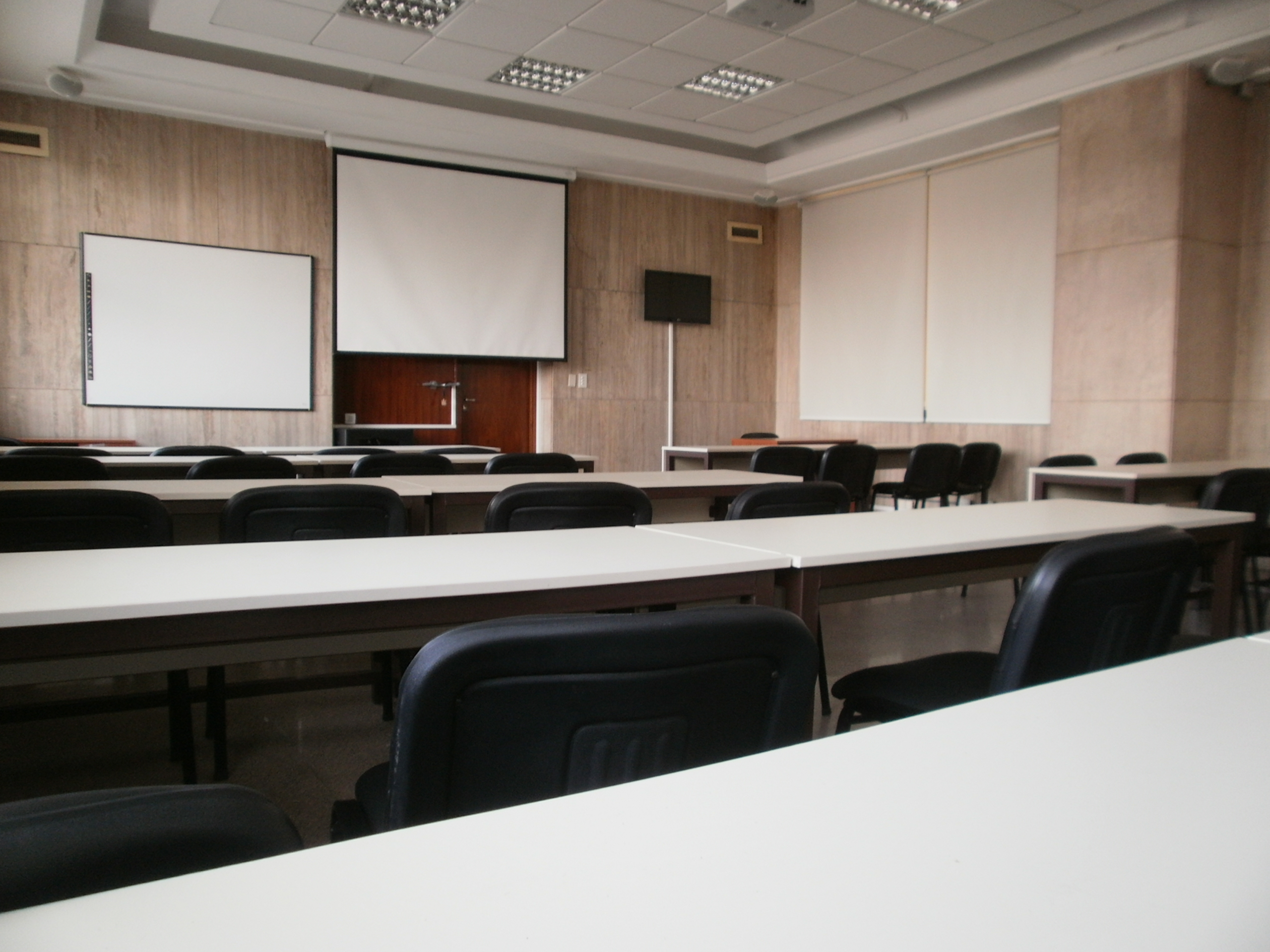
Aula Multimedia- Facultad de Ingeniería
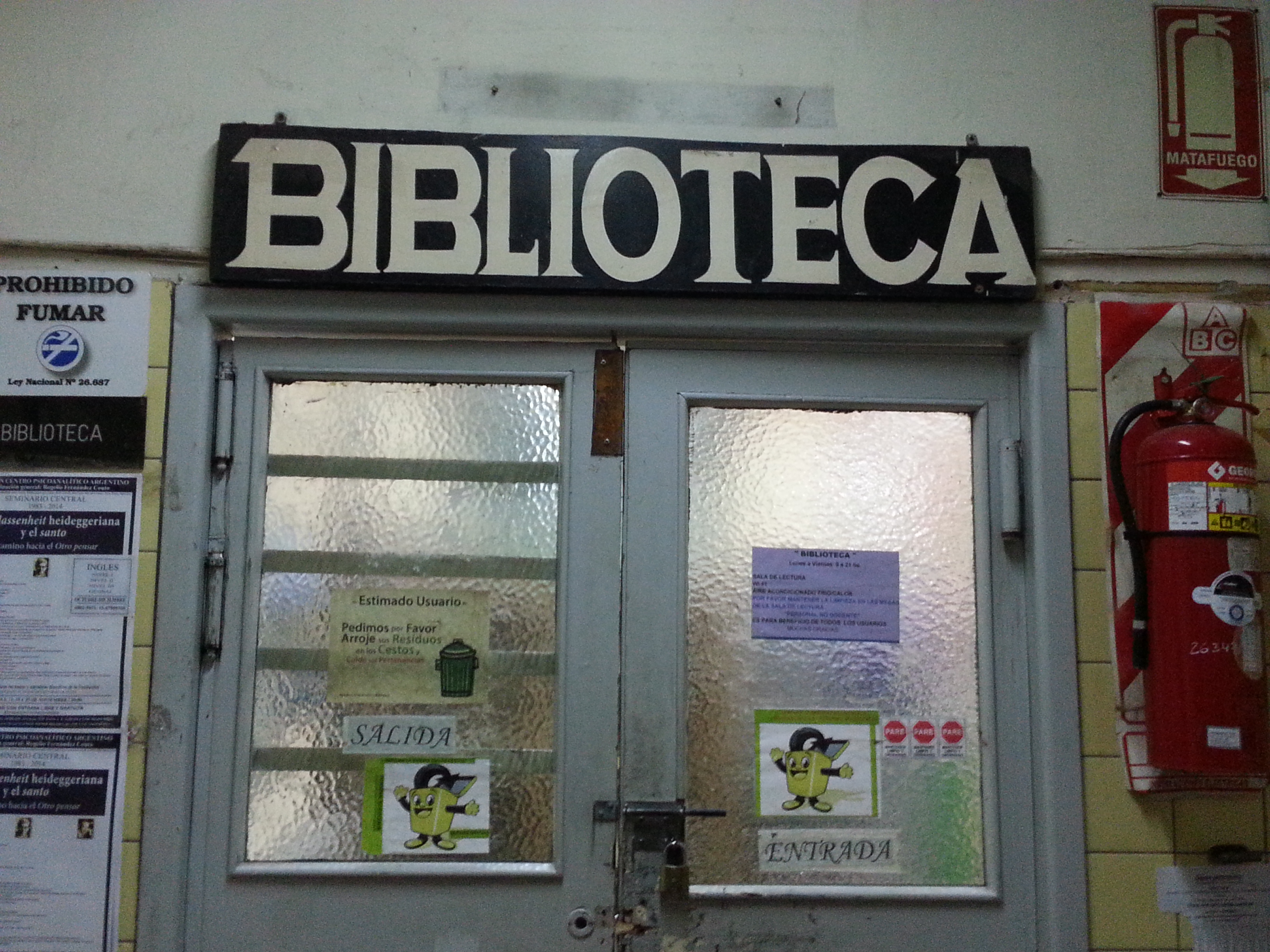
Biblioteca de la Facultad de Sociales
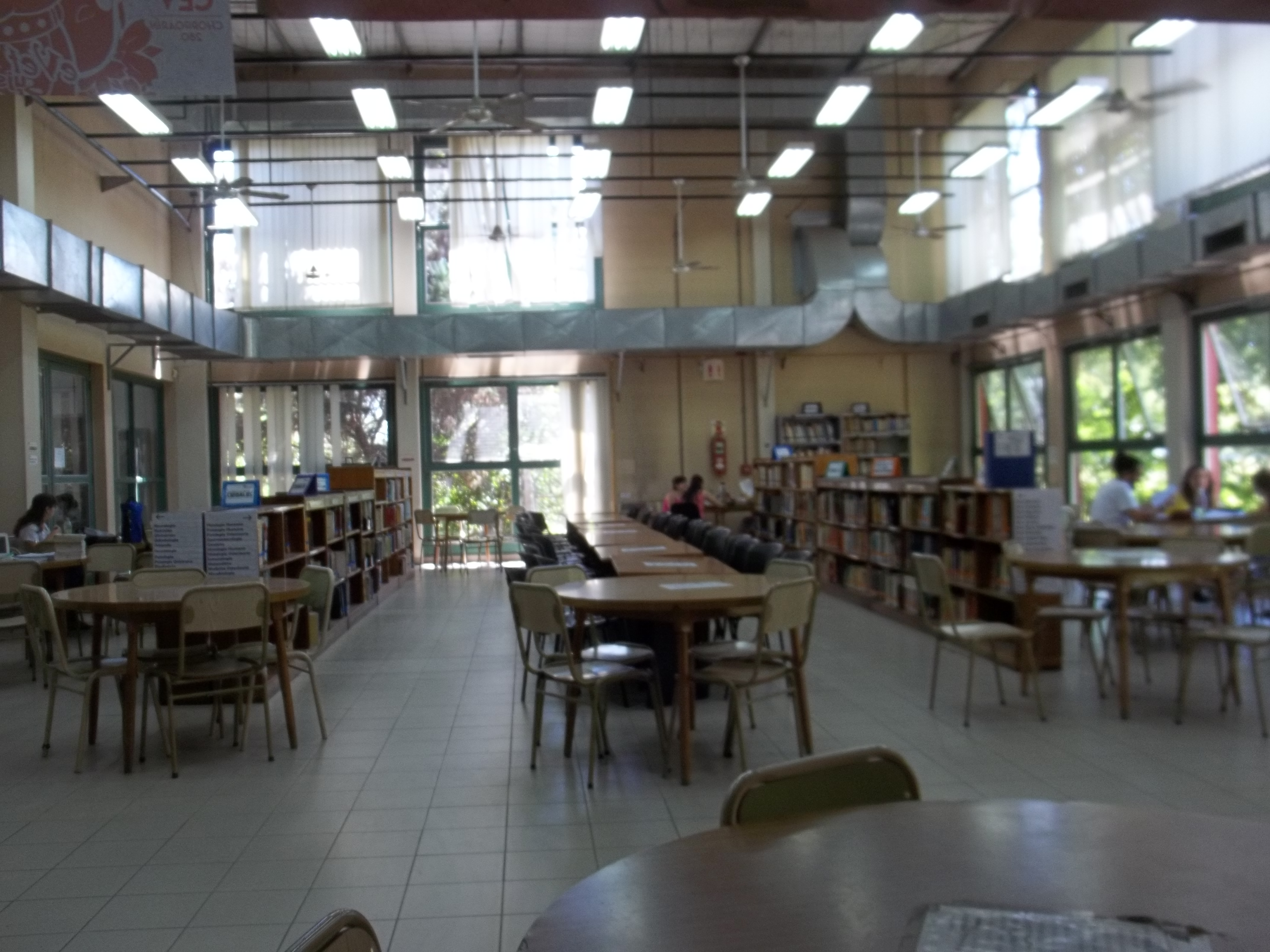
Biblioteca de la Facultad de Veterinarias
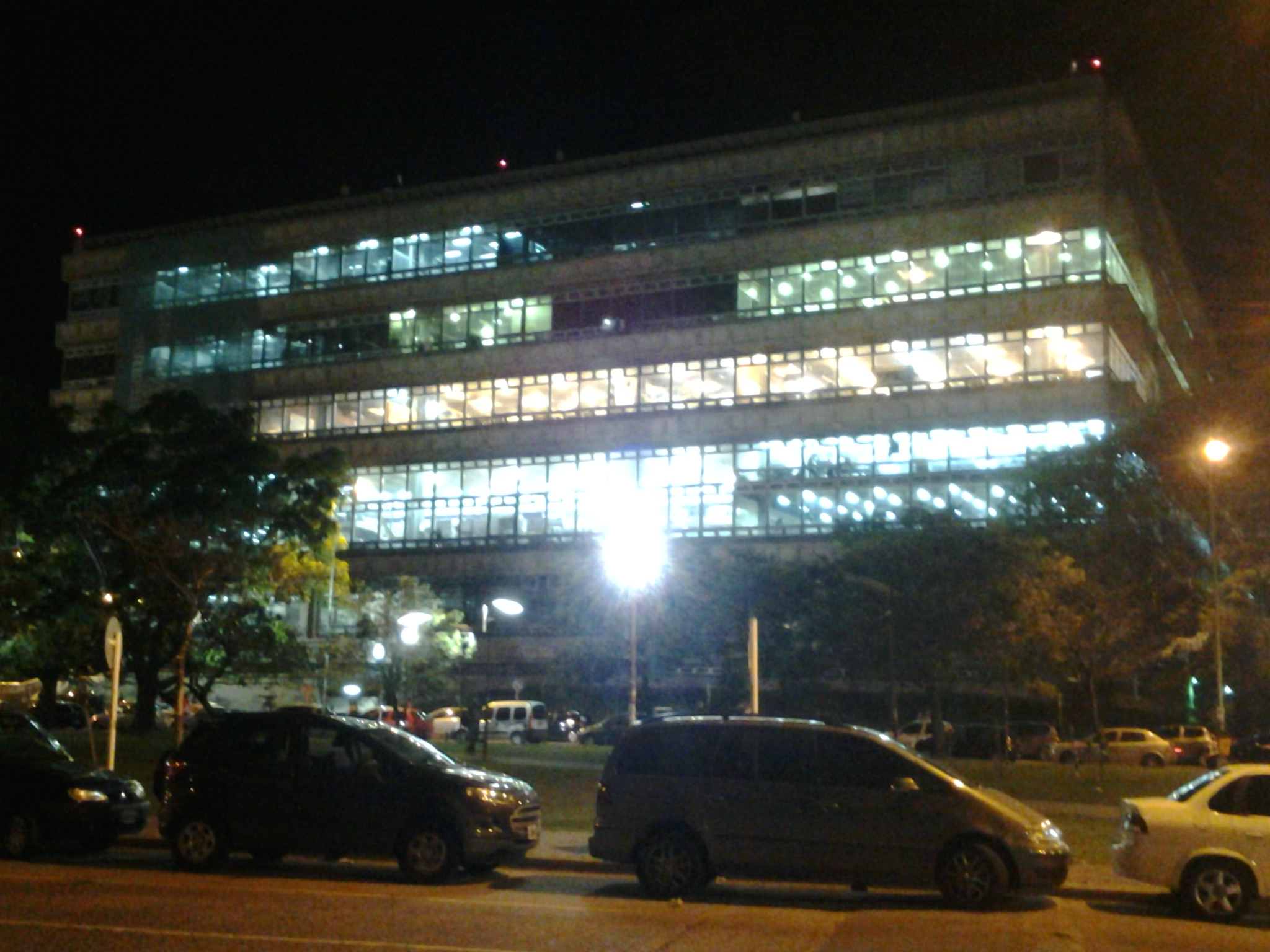
Ciudad de Noche. Pab III
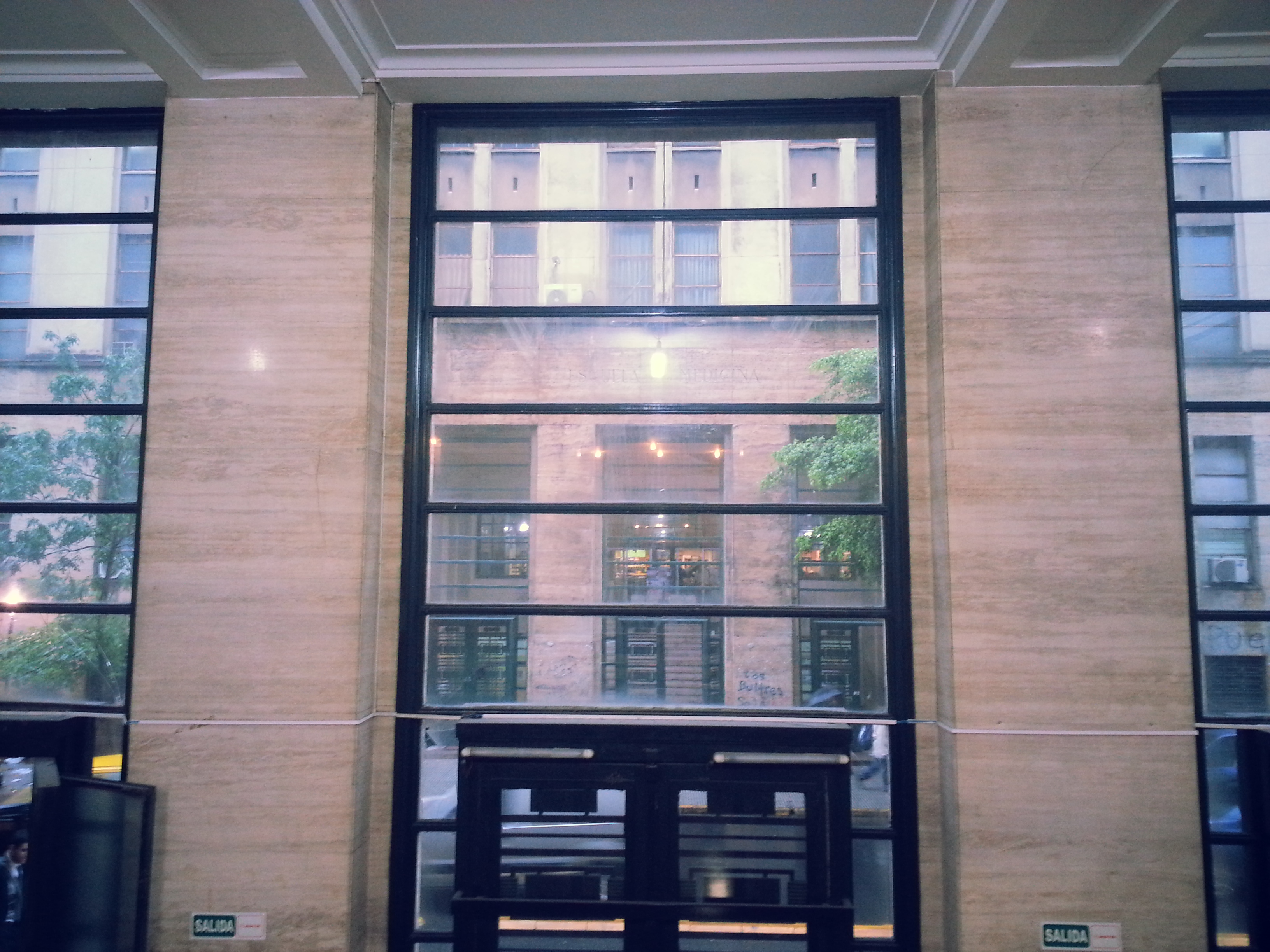
Dentrofuera
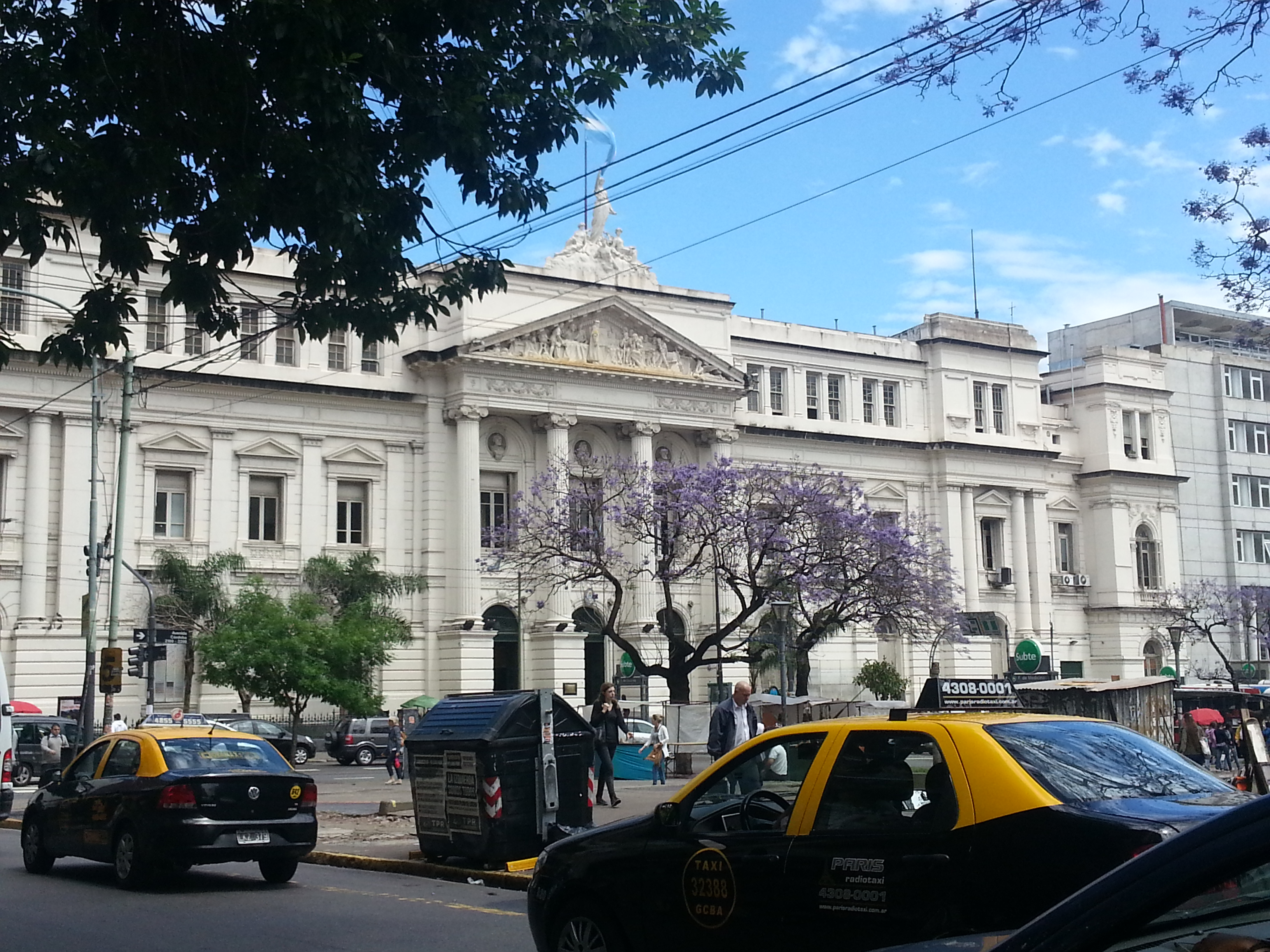
Facultad de Ciencias Económica.UBA
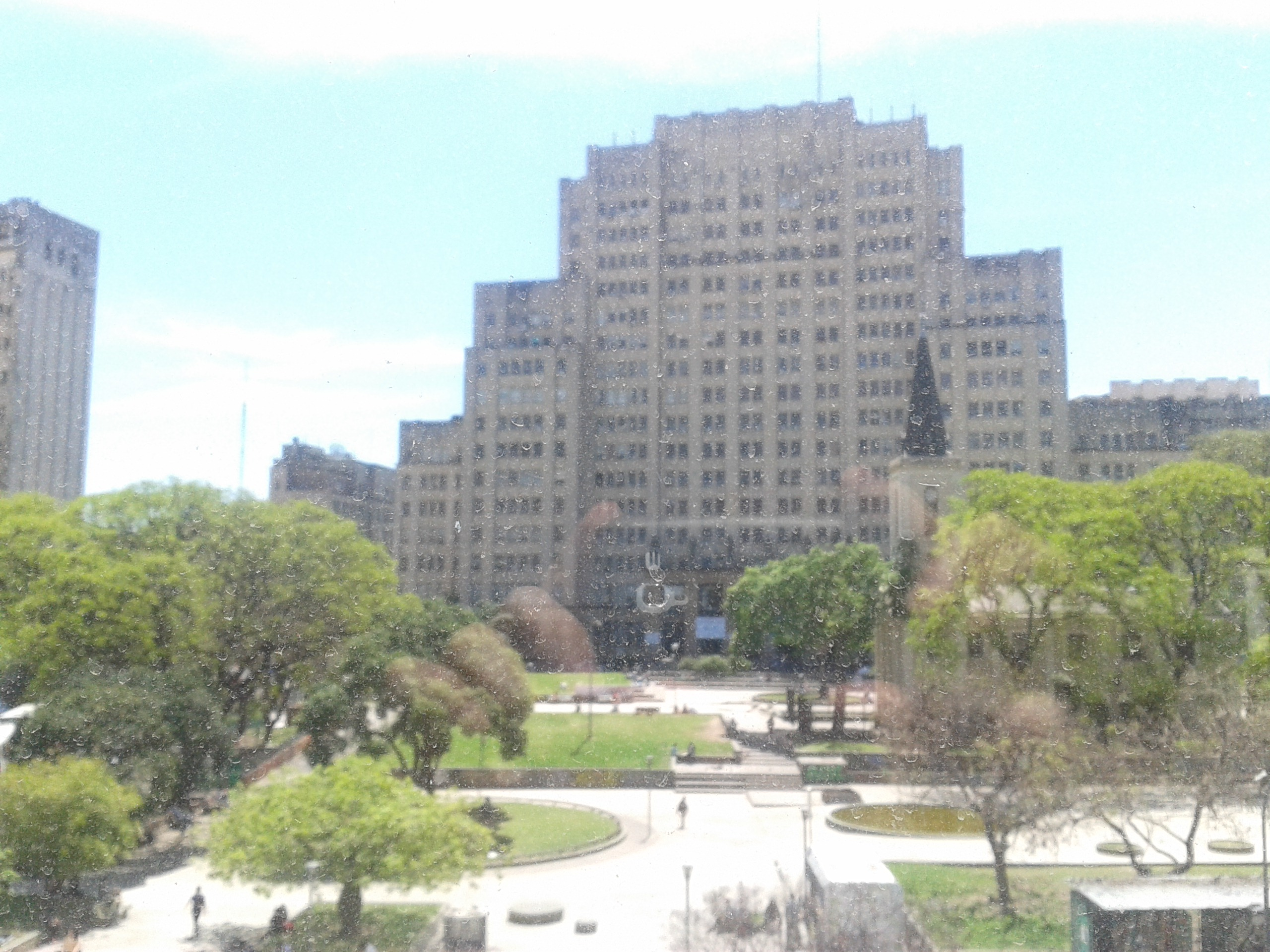
Facultad de Medicina UBA vista desde FCE
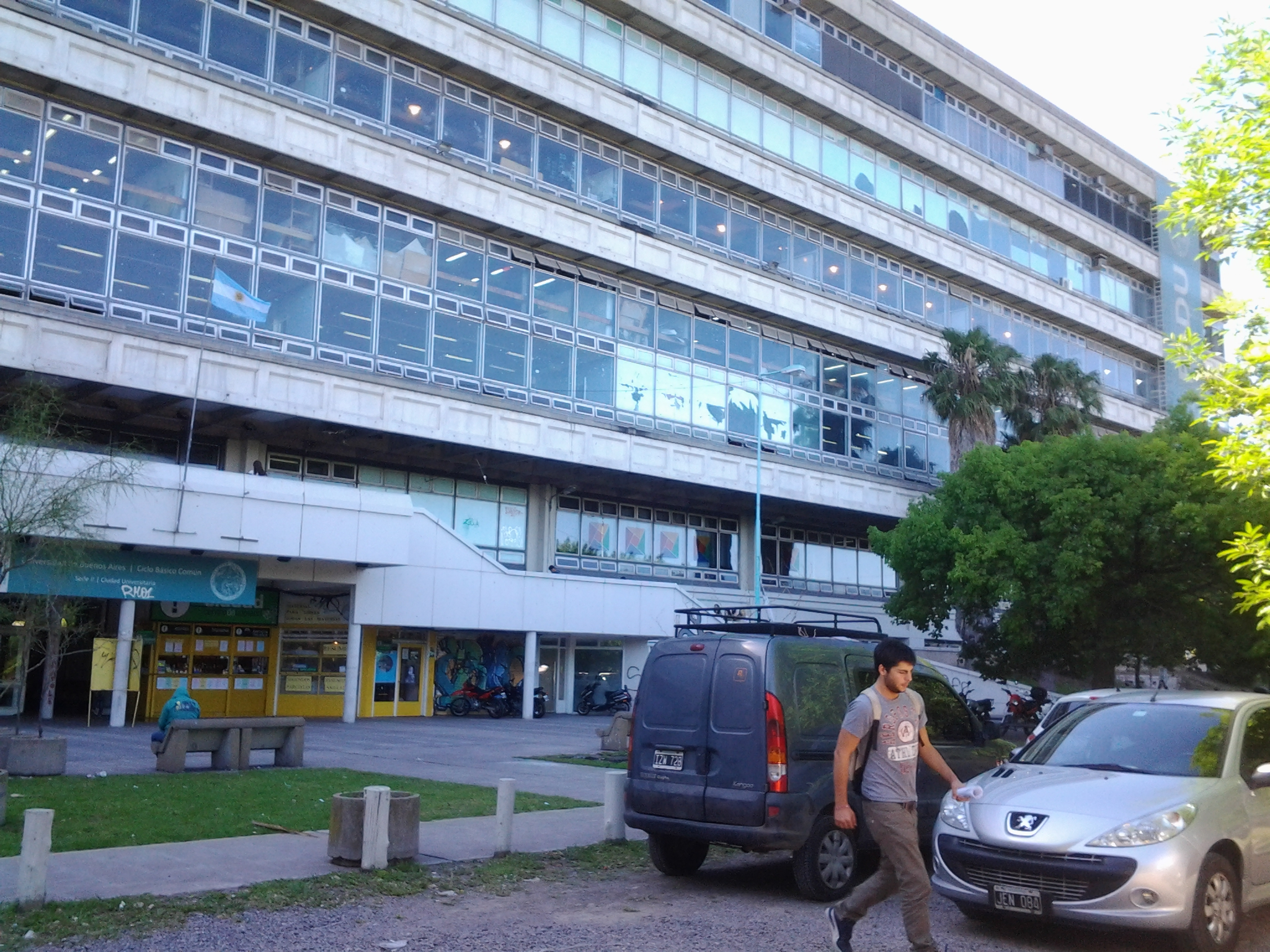
FADU acceso CBC
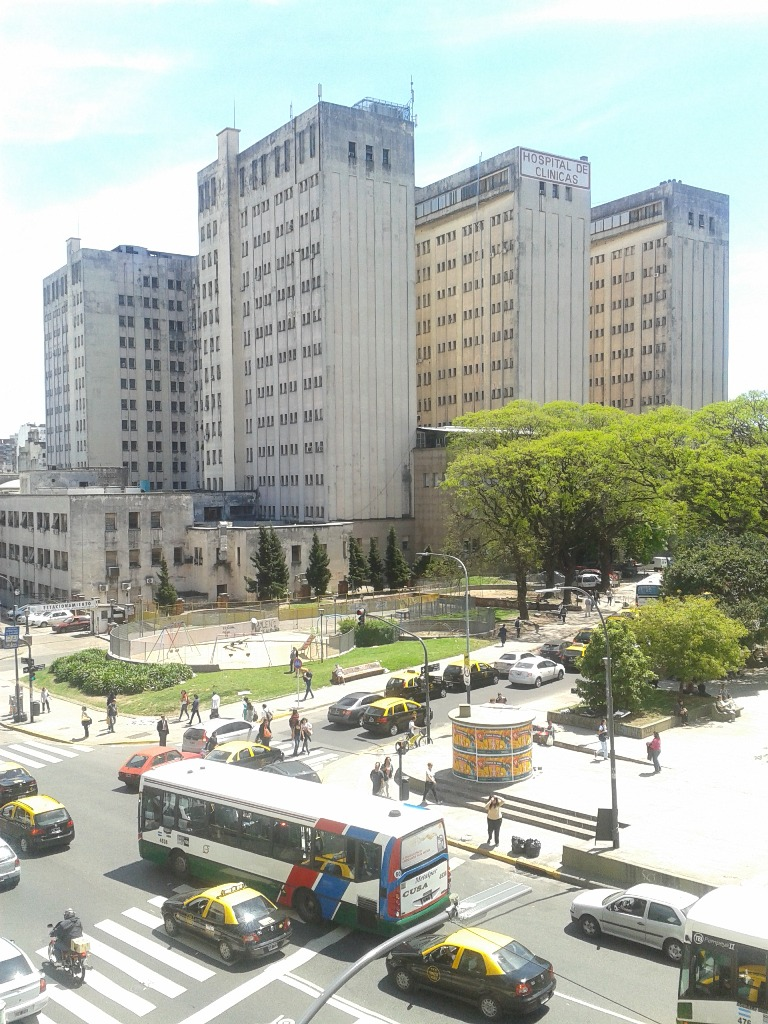
Hospital Clínicas visto desde FCE
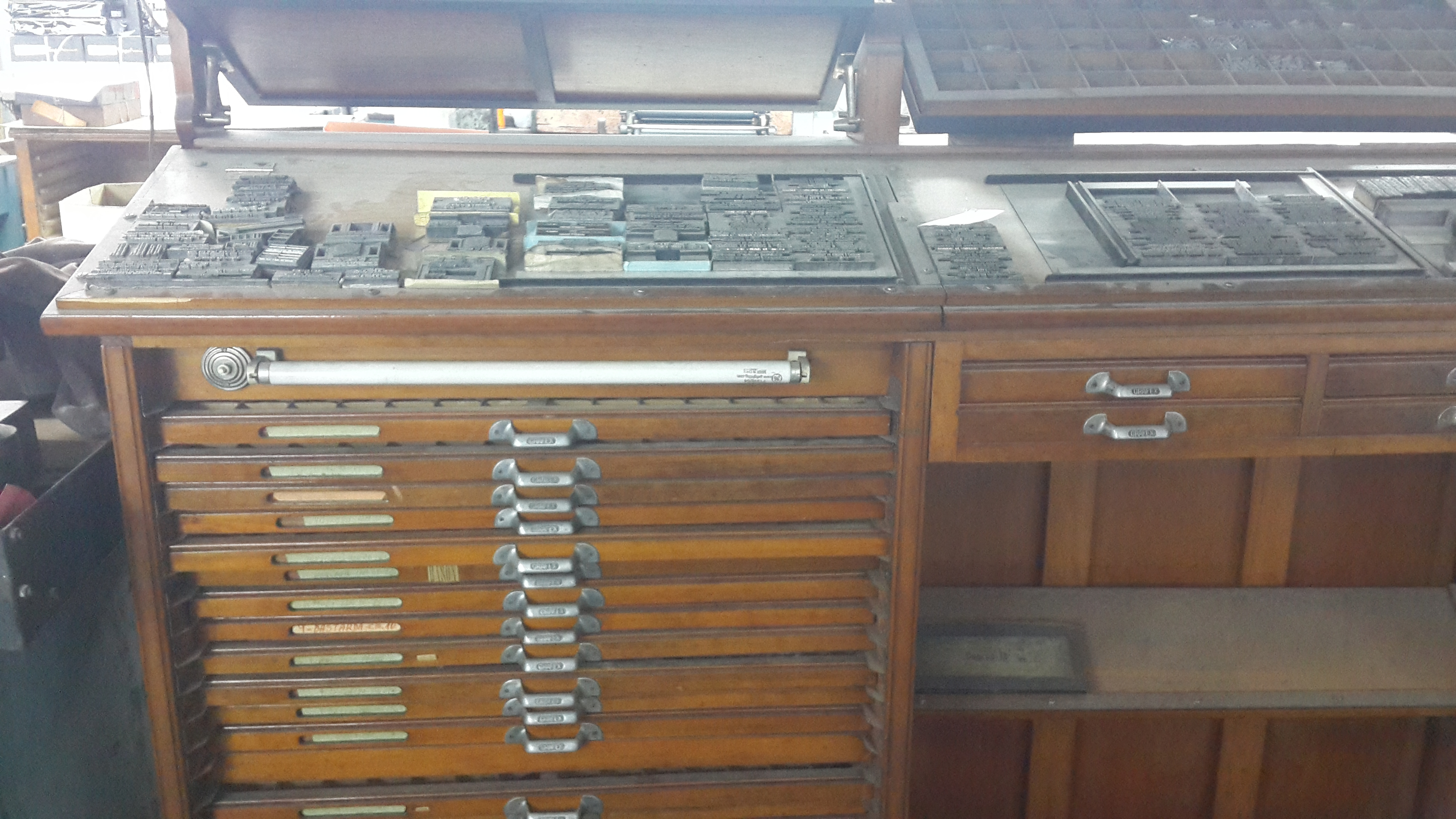
Imprenta UBA
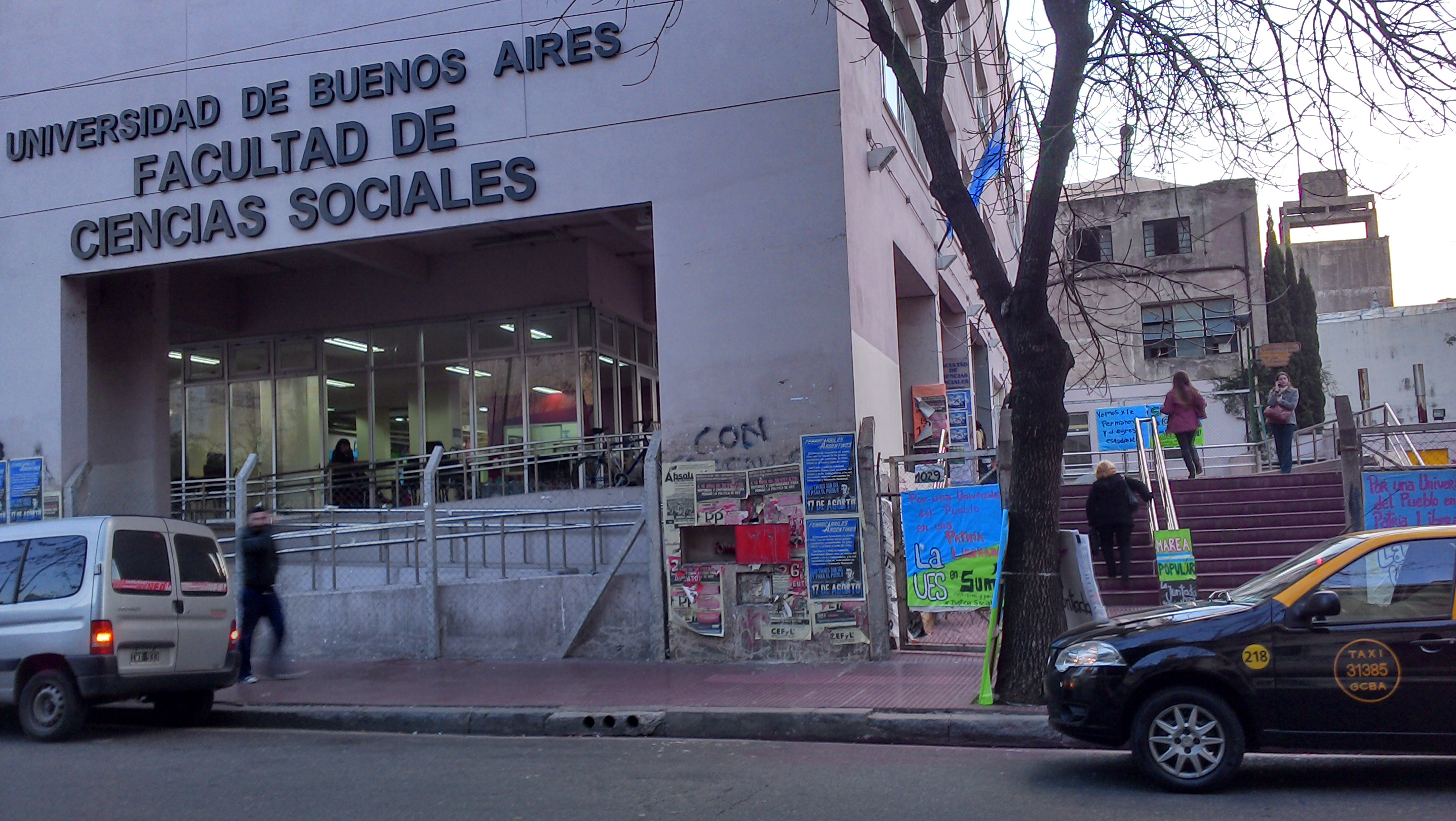
La UBA hoy en día. Facultad de Ciencias Sociales
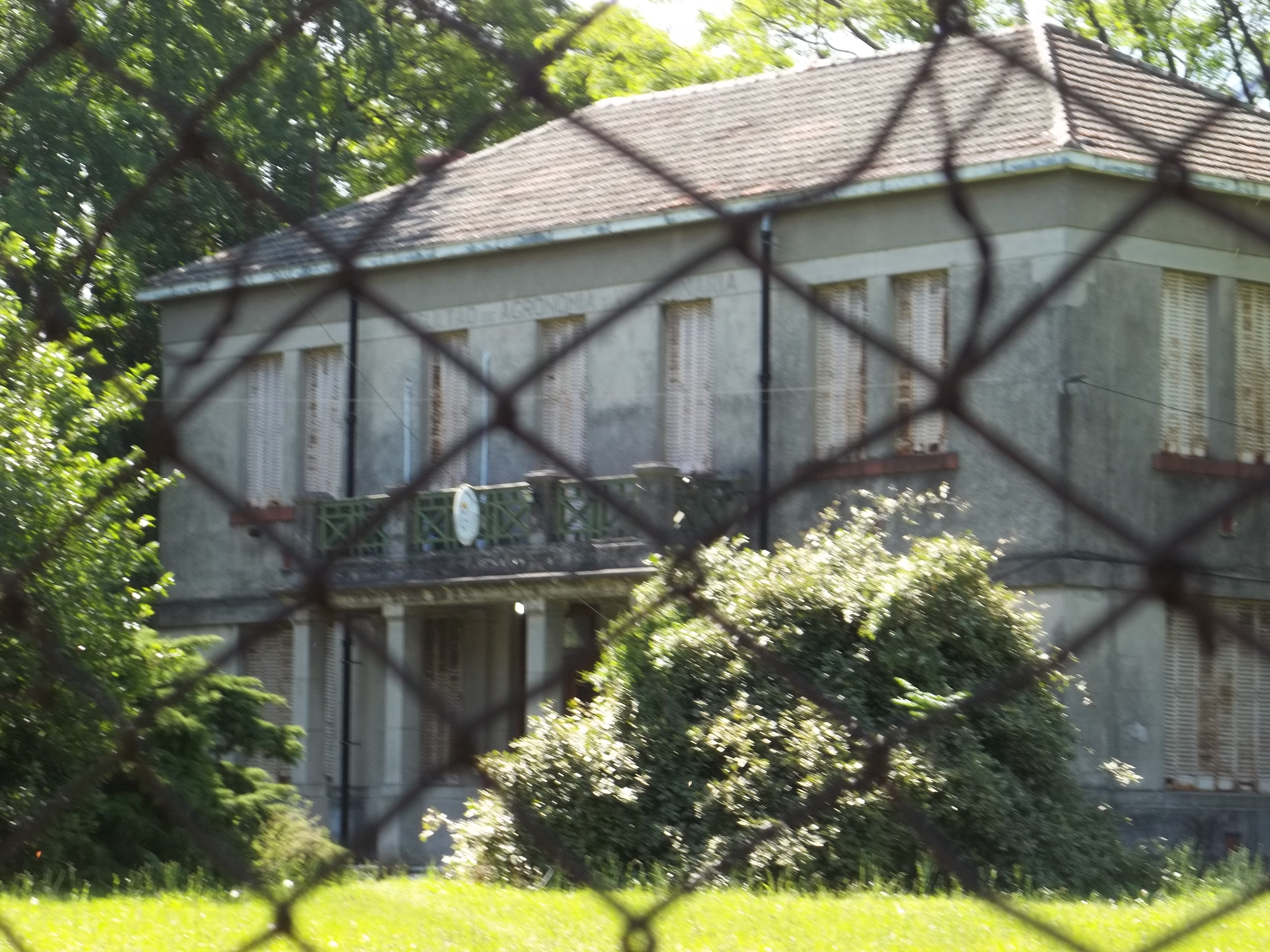
Pabellón de Parasitología - Veterinaria